# 云南灰毛豆
云南灰毛豆（学名：Tephrosia purpurea var. yunnanensis）为豆科灰毛豆属下的一个变种。